# Craig Parker
Craig Parker (Suva, Fiyi; 12 de noviembre de 1970) es un actor de cine y televisión neozelandés. Es más conocido por haber interpretado a Haldir en las películas de la trilogía de El Señor de los Anillos.

## Carrera
En 1993 obtuvo un pequeño papel en la miniserie televisiva de horror Los Tommyknockers, basada en la novela homónima de Stephen King. En 2001 y 2002 interpretó a Haldir de Lórien en la trilogía de El Señor de los Anillos, de Peter Jackson. Al mismo tiempo, Parker ha trabajado como actor de doblaje en Nueva Zelanda y seguido apareciendo en varias series de televisión y escenarios teatrales.
En 2008 se unió al elenco de la serie de acción, drama y aventura Legend of the Seeker, donde interpretó al malvado Darken Rahl, hasta el final de la serie en 2010; el programa fue creado por Sam Raimi y Rob Tapert. En 2010 interpretó a Claudius Glaber en la serie Spartacus: Blood and Sand, la cual se estrenó el 22 de enero de ese mismo año y también estaba producida por Raimi y Tapert. En 2014 comenzó a interpretar a Lord Stéphane Narcisse, antagonista principal en la segunda temporada de la serie Reign, manteniéndose en la serie hasta el final de la misma en 2017.

## Filmografía

### Cine
| Año  | Título                                           | Personaje      | Notas                                                                              |
| ---- | ------------------------------------------------ | -------------- | ---------------------------------------------------------------------------------- |
| 2012 | Shackleton's Captain                             | Frank Worksley | Junto a Charles Pierard, Hugh Barnard y Blake Henshaw                              |
| 2011 | Waitangi: What Really Happeneds                  | Freeman        | Junto a Rawiri Paratene, Jarod Rawiri, Stephen Lovatt y Simon London               |
| 2009 | Underworld: Rise of the Lycans                   | Sabas          | Junto a Michael Sheen, Bill Nighy, Rhona Mitra y Steven Mackintosh                 |
| 2006 | Weekend Lovers                                   | Matt           | Junto a Nick Chambers, Jonathan Ellen, Amber Geneva y Pooja Shah                   |
| 2003 | El Señor de los Anillos: el retorno del Rey      | Gothmog        | Rol de voz                                                                         |
| 2002 | El Señor de los Anillos: las dos torres          | Haldir         | Junto a Viggo Mortensen, Ian McKellen, Elijah Wood, Cate Blanchett y Marton Csokas |
| 2001 | El Señor de los Anillos: la Comunidad del Anillo | Haldir         | Junto a Viggo Mortensen, Ian McKellen, Elijah Wood, Cate Blanchett y Marton Csokas |
| 2001 | No One Can Hear You                              | Oficial Henley | Junto a Kieren Hutchison                                                           |
| 1998 | A Soldier's Sweetheart                           | Soldado        | Junto a Kristian Schmid y Mark Priestley                                           |

### Televisión
| Año         | Título                    | Personaje                                 | Notas                          |
| ----------- | ------------------------- | ----------------------------------------- | ------------------------------ |
| 2018—2019   | Charmed                   | Alastair Caine                            | 11 episodios                   |
| 2018        | Agents of S.H.I.E.L.D.    | Taryan                                    | 2 episodios                    |
| 2014—2017   | Reign                     | Stéphane Narcisse                         | 56 episodios                   |
| 2013        | Sleepy Hollow             | Coronel Tarleton                          | Episodio: "The Sin Eater"      |
| 2013        | NCIS: Los Ángeles         | Vasile Comescu                            | Episodio: "Reznikov, N."       |
| 2012        | Auckland Daze             | Craig                                     | Episodio # 1.2                 |
| 2012        | Spartacus: Vengeance      | Claudius Glaber                           | 10 episodios                   |
| 2010        | Spartacus: Blood and Sand | Claudius Glaber                           | 3 episodios                    |
| 2010        | Radiradirah               | Príncipe John                             | 2 episodios                    |
| 2008 - 2010 | Legend of the Seeker      | Darken Rahl                               | 25 episodios                   |
| 2009        | Diplomatic Immunity       | Leighton Mills                            | 13 episodios                   |
| 2007 - 2008 | Shortland Street          | Guy Warner                                | 53 episodios                   |
| 2005        | Power Rangers S.P.D.      | Narrador                                  | Episodio: "Beginnings: Part 1" |
| 2003        | Power Rangers Ninja Storm | Voz de Motodrone                          | 10 episodios                   |
| 2001 - 2002 | Mercy Peak                | Alistair Kingsley                         | 27 episodios                   |
| 1997—2001   | Xena: Warrior Princess    | Bellerophon / Cleades / Príncipe Sarpedon | 3 episodios                    |
| 1999        | A Twist in the Tale       | Larry Sharpe                              | Episodio: "A Crack in Time"    |
| 1998        | Young Hercules            | Lucius                                    | 2 episodios                    |
| 1997        | 2 People                  | -                                         | Presentador                    |
| 1996        | City Life                 | Seth                                      | 2 episodios                    |
| 1993        | The Tommyknockers         | Estudiante                                | Miniserie 2 episodios          |
| 1987        | Gloss                     | -                                         |                                |

### Teatro
| Año         | Obra                                  | Personaje         | Teatro |
| ----------- | ------------------------------------- | ----------------- | ------ |
| 2007        | The Pillowman                         | Katurian          | -      |
| 2006        | Glide Time                            | John              | -      |
| 2005        | Serial Killers                        | Matt              | -      |
| 2002 - 2003 | The Rocky Horror Show                 | Narrator          | -      |
| 2001        | The Judas Kiss                        | Robert Ross       | -      |
| 2001        | Rosencrantz and Guildenstern Are Dead | Rosencrantz       | -      |
| 1999        | Amy's View                            | Dominic Tyghe     | -      |
| 1999        | Theatre Sports                        | -                 | -      |
| 1998 - 1999 | Wind in the Willows                   | Mole              | -      |
| 1997        | Arcadia                               | Valentine Coverly | -      |
| 1994        | The Seagull                           | Constantin        | -      |
| 1992        | Weed                                  | Hugh              | -      |
| 1991        | MacBeth                               | Malcolm           | -      |

## Premios y nominaciones
Premios Logie
| Año  | Premio       | Categoría     | Trabajo nominado                                 | Resultado |
| ---- | ------------ | ------------- | ------------------------------------------------ | --------- |
| 2003 | Premio Logie | Mejor reparto | El Señor de los Anillos: el retorno del Rey      | Ganador   |
| 2002 | Premio Logie | Mejor reparto | El Señor de los Anillos: las dos torres          | Nominado  |
| 2001 | Premio Logie | Mejor reparto | El Señor de los Anillos: la Comunidad del Anillo | Nominado  |